# Сан-Джорджо-ин-Велабро
Сан-Джорджо-ин-Велабро, Базилика Святого Георгия в Велабро  (лат. Sancti Georgii in Velabro, также итал. San Giorgio al Velabro, San Giorgio in Fonte, San Giorgio della Chiavica oder Santi Giorgio e Sebastiano) — храм в Риме, посвящённый святому Георгию.
Базилика находится на том месте, болоте Велабр (лат.  velabrum), где, по легенде, Фаустул нашёл Ромула и Рема. Посвящена Георгию Победоносцу, римскому военачальнику из Каппадокии, обезглавленному при императоре Диоклетиане (303 год). Часть главы  святого Георгия находится под главным алтарём базилики, выполненным в стиле косматеско. Известна фреской в конхе апсиды, приписываемой Пьетро Каваллини или Джотто.

## История базилики
Во время археологических раскопок 1923—1925 годов под правым нефом были обнаружены остатки каменного строения II—III веков новой эры. В V—VI веках это строение было значительно расширено и стало диаконией — монастырём, насельники которого занимались оказанием помощи бедным и обездоленным. На уровне 30 см ниже пола современного храма обнаружены остатки первоначальной церкви, помещений для хранения зерна, размещения бедных, а также келий монахов.
Современная базилика была построена на месте первоначальной диаконии в правление папы Льва II (682—683 годы). Сохранившиеся письменные свидетельства, связывающие этого папу со строительством Сан-Джорджо, относятся лишь к XI веку, но исследования стен церкви подтвердили, что кладка большей части фасада действительно относится к VII веку. Первые письменные упоминания о диаконии при базилике Сан-Джорджо относятся к понтификату Захарии (741—752), этот же папа торжественно перенёс сюда часть главы святого Георгия из Латеранского собора и внёс в римский календарь день памяти Георгия Победоносца 23 апреля. До перенесения сюда мощей святого Георгия базилика была посвящена, по всей видимости, святому Себастьяну, бездыханное тело которого, как считалось, было сброшено в Большую Клоаку, устье которой находилось как раз у базилики.
В понтификат папы Григория IV (827—844 годы) базилика была перестроена, к ней были добавлены апсида (сохранилась до сего дня), портик (заменён существующим в начале XII века), а внутри обустроен мраморный хор (сохранились лишь незначительные фрагменты, позволяющие видеть определённое сходство с хором близлежащей церкви Санта-Мария-ин-Космедин).
В течение XII века в Сан-Джорджо был устроен пресбитерий, поднятый над основным уровнем пола, алтарь с конфессией под ним и киворий, сохранившиеся практически неизменными до настоящего времени. В XII веке к церкви был пристроен современный портик, а в первой половине XIII века — типичная романская кампанила (разрушена молнией и восстановлена в 1837 году). Около 1300 года по заказу кардинала Якопо Стефанески апсида была украшена фреской, приписываемой Пьетро Каваллини (некоторыми исследователями — Джотто). В 1704 году архитектор Чивалли выполнил деревянный потолок центрального нефа.
В 1923—1925 году по заказу и на средства Луиджи Синчеро, кардинала-диакона базилики, была осуществлена капитальная реставрация Сан-Джорджо под руководством Антонио Муньоса. В ходе реставрации были удалены все барочные наслоения, обнажена изначальная кладка наружных стен, пол был понижен до первоначального уровня. В результате реставрации Сан-Джорджо-ин-Велабро приобрела необычайно строгий вид типичной романской церкви XII—XIII веков.

## Титулярная диакония

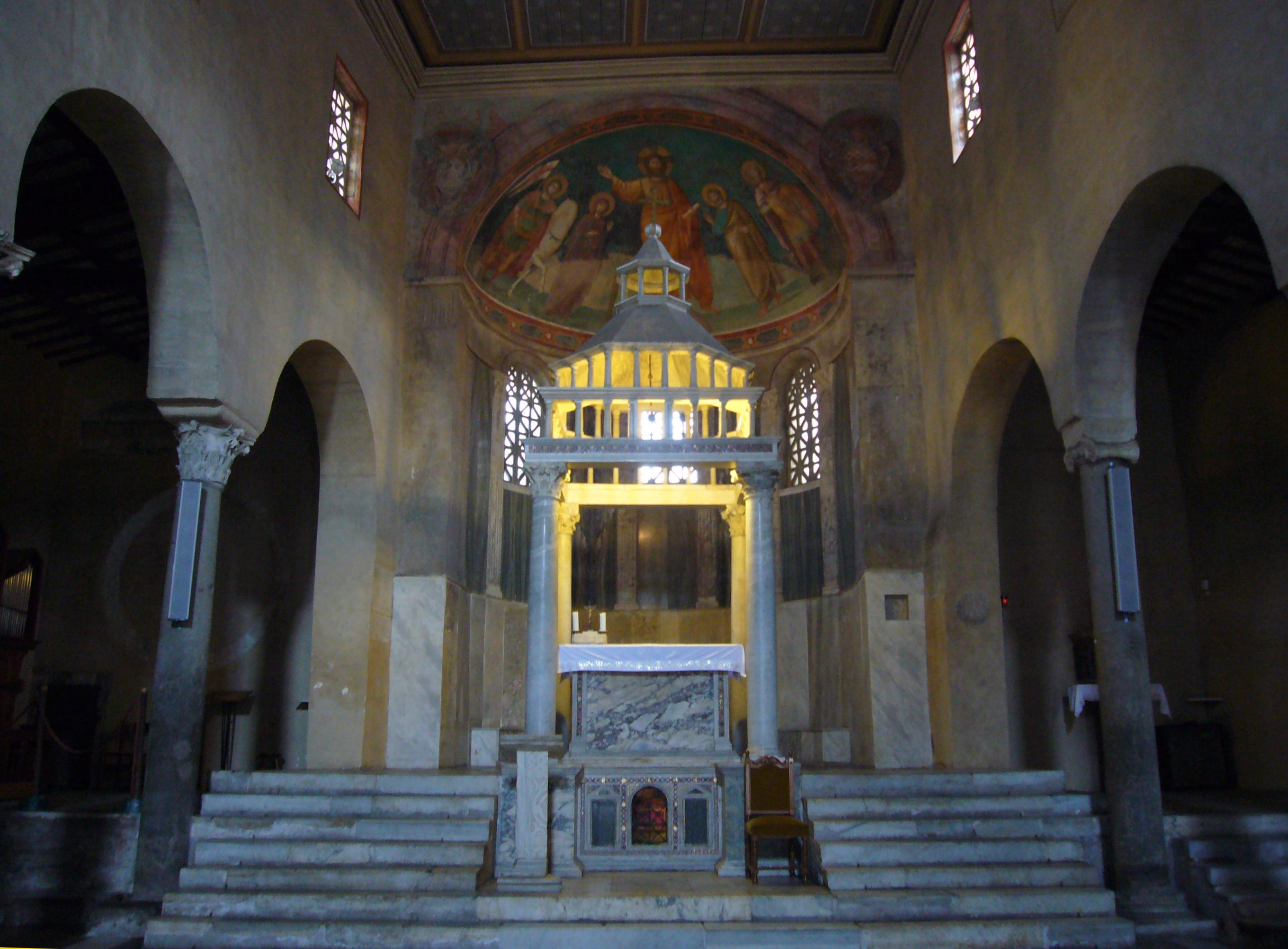
Вид на апсиду базилики

Сан-Джорджо-ин-Велабро до начала X века являлась частью монастыря, затем из-за исчезновения института диаконий стала приходской церковью под управлением архипресвитера. После реформы кардинальской коллегии, осуществлённой Урбаном II (1099—1118), и учреждения сана кардинала-диакона Сан-Джорджо стала титулярной диаконией (изначально их было 7, затем число доведено до 18). Известны 67 кардиналов-диаконов Сан-Джорджо-ин-Велабро, среди них:
- 1075—1088 Личинио Савелли, самый первый из известных ныне настоятелей;
- 1106—1128 Росимано Сансеверино, ректор (правитель) Беневенто;
- 1130—1162 Одоне Бонеказе, кардинал-протодьякон, короновавший папу Александра III
- 1185—1188 Ридольфо Нигелли из Пизы;
- 1190—1211 Грегорио Карелли, граф Монте Карелло;
- 1295—1343 Якопо Стефанески, заказчик фрески в апсиде храма;
- 1381—1385 Пьетро Томачелли, впоследствии папа Бонифаций IX;
- 1384—1387 блаженный Пётр Люксембургский, получил кардинальскую шапку от антипапы Климента VII;
- 1405—1417 Оддоне Колонна, впоследствии папа Мартин V;
- 1879—1890 Джон Генри Ньюмен, один из лидеров Оксфордского движения, перешедший в католицизм, причислен к лику блаженных в 2010 году;
- 1923—1936 Луиджи Синчеро, вдохновитель масштабной реконструкции базилики;
- 1936—1957 Джованни Меркати, погребён в церкви вместе со своим братом епископом Анджело Меркати.

Начиная с 1612 года, служение в базилике было возложено на религиозные ордена и братства:
- 1612-1748, 1750—1798 августинцы;
- 1748-1750 францисканцы;
- 1819—1938 последовательно братство"Adunnaza di S. Maria del Pianto" и братство святой Марии Египетской;
- с 1938 года регулярные каноники Святого Креста.

Церковь Сан-Джорджо-ин-Велабро является титулярной диаконией, кардиналом-дьяконом с титулярной диаконией Сан-Джорджо-ин-Велабро с 20 ноября 2010 года, является итальянский кардинал Джанфранко Равази.

## Современная базилика

### Внешний вид
Оригинальный фасад базилики, относящийся к VII веку, скрыт портиком, приобретшим свой нынешний вид в XIII столетии. Для обустройства портика были приспособлены материалы из более ранних зданий: четыре дорических колонны и мраморные резные блоки, венчающие угловые пилястры, имеют античное происхождение. Мраморный фриз портика украшен латинской надписью, увековечивающей настоятеля церкви и устроителя портика Стефана из Стеллы.
В левый дальний угол базилики встроена типичная романская пятиярусная кампанила. Три нижних яруса кампанилы украшены глухими арочными окнами, разделёнными тонкими полуколоннами; два верхних — содержат настоящие арочные окна.
Левая стена базилики непосредственно примыкает к античной Арке аргентариев (серебрянников), посвящённой Септимию Северу, его супруге Юлии Домне и их сыновьям Каракалле и Гете, и украшенной их рельефными изображениями. Придя к власти, Каракалла убил своего брата и приказал уничтожить все изображения последнего, вследствие чего фигура Геты на арке сбита.

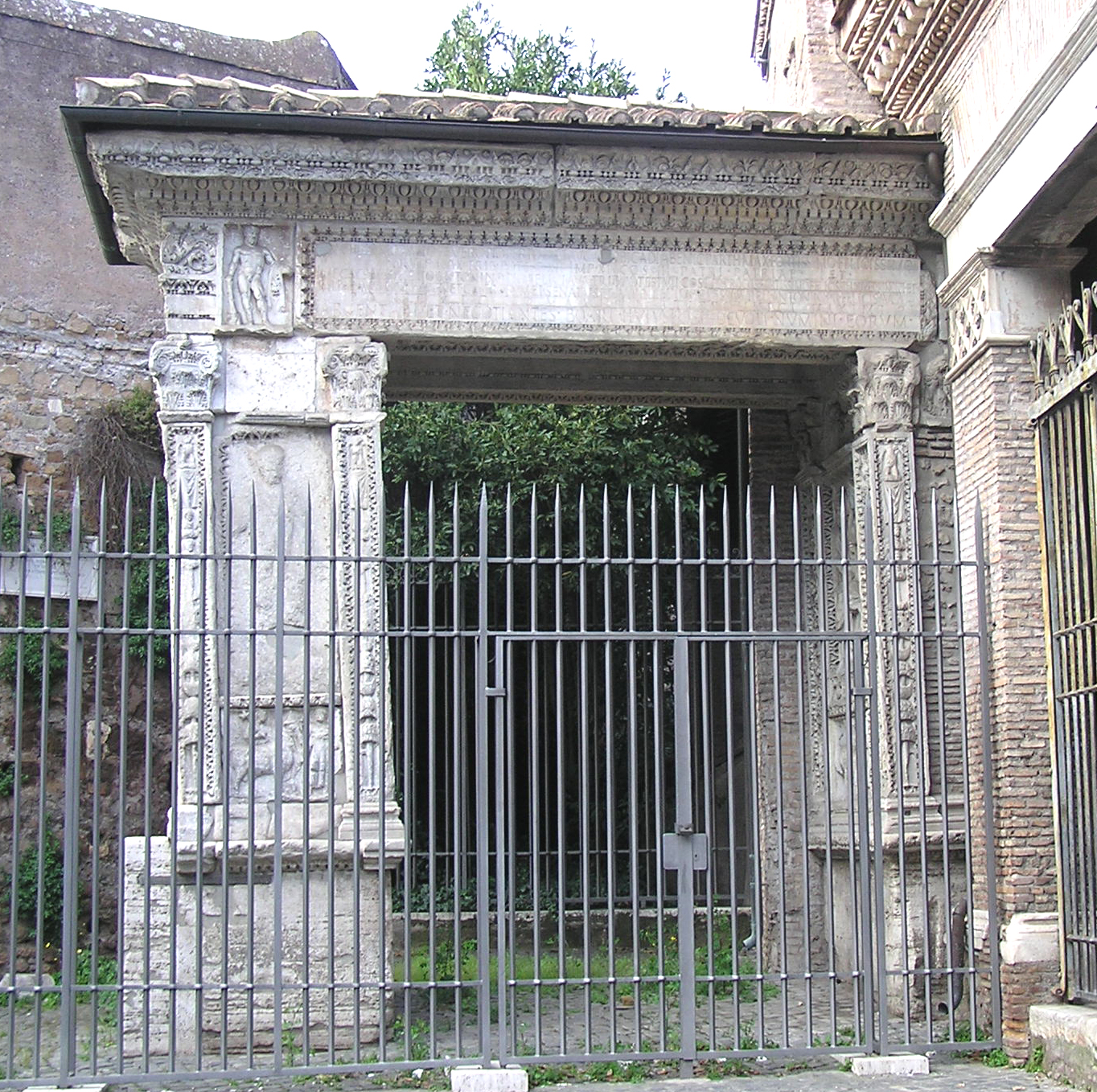
Арка аргентариев (справа — стена церкви Сан-Джорджо)
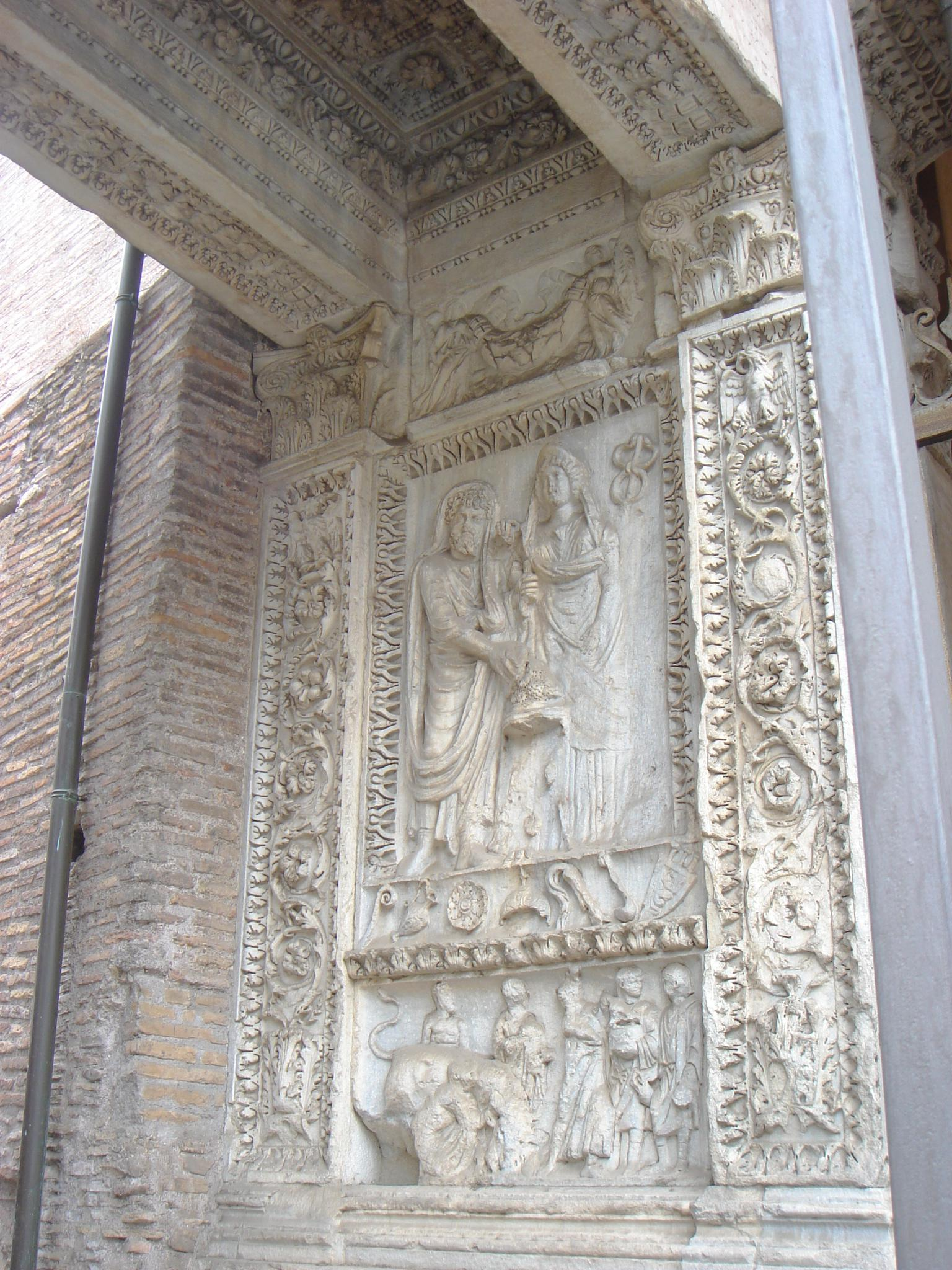
Септимий Север и Юлия Домна
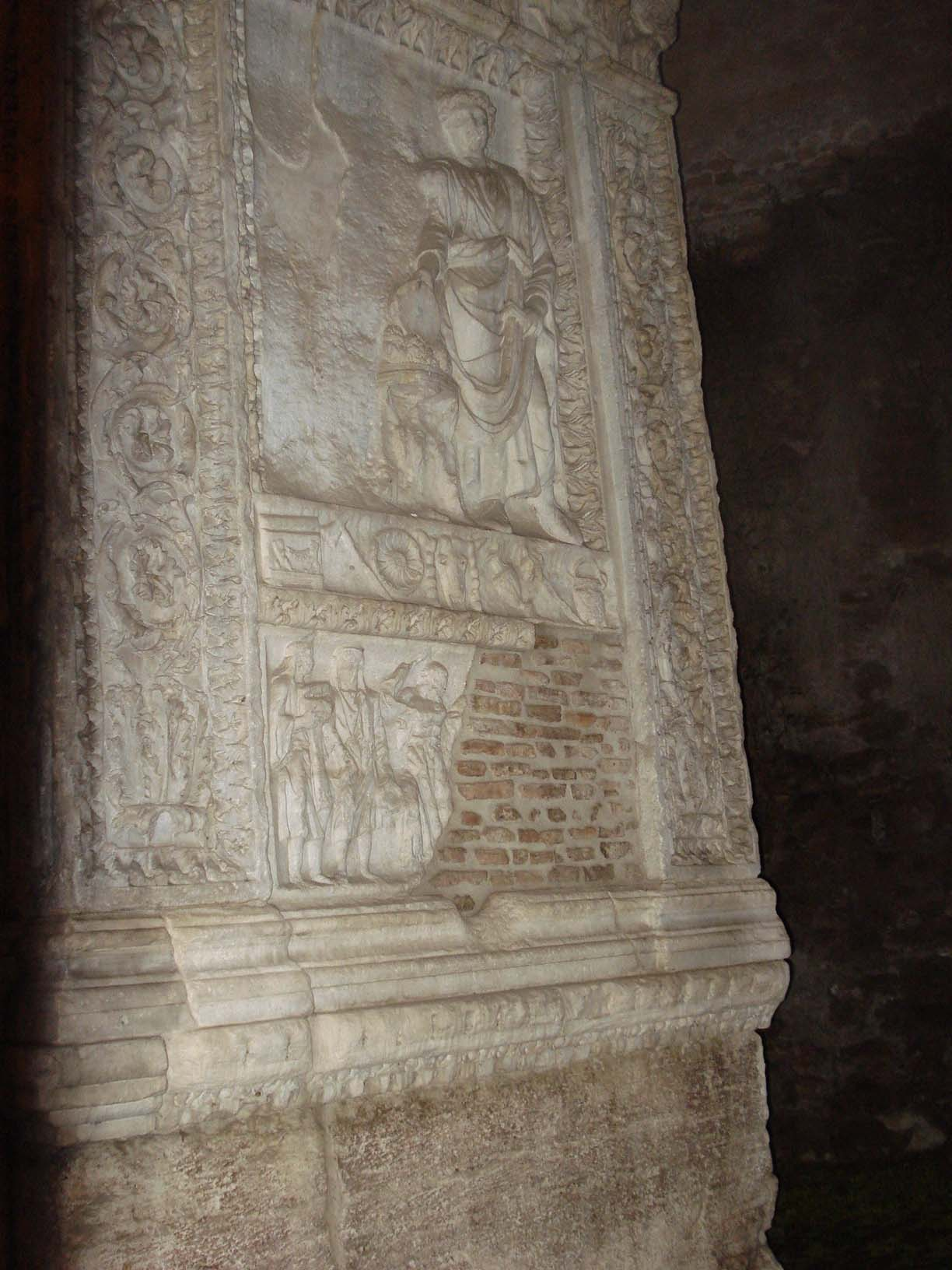
Каракалла и Гета (изображение последнего уничтожено)

### Интерьер

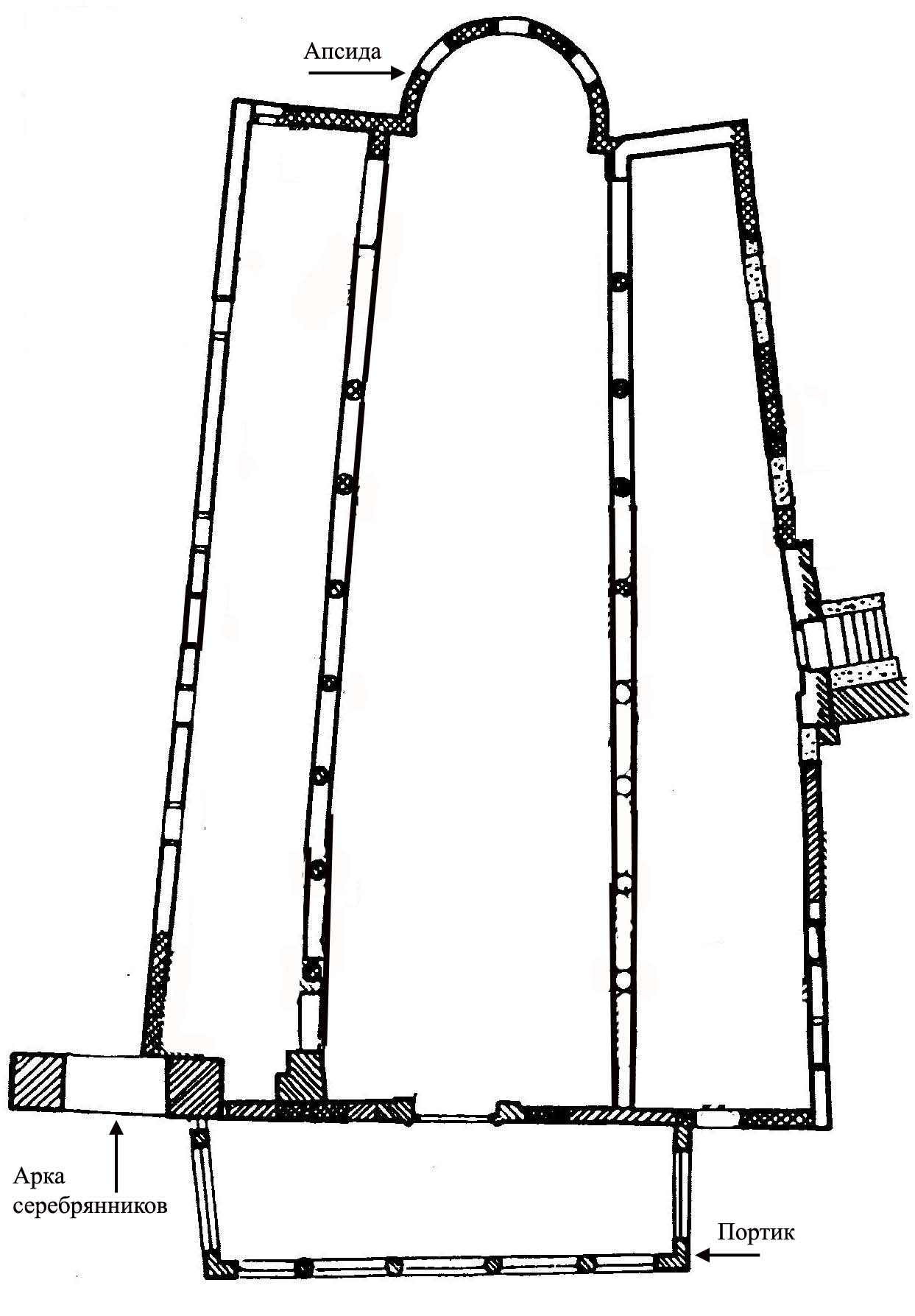
План базилики

Сан-Джорджо-ин-Велабро представляет собой трёхнефную базилику с одной апсидой, завершающей центральный неф. В силу невыясненных обстоятельств базилика в плане представляет собой не классический прямоугольник, а фигуру, схожую с трапецией. Наиболее ярко выражена кривизна правого (от входа) нефа: его ширина изменяется от 7,50 м у входа до 2,95 м у противоположного конца. Наиболее простым объяснением неправильной формы базилики является предположение о том, что церковь строилась на фундаментах ранее существовавших зданий и/или была сжата в пространстве находившимися рядом строениями.
В ходе капитальной реставрации 1923—1925 годов из храма были удалены все дополнения, привнесённые в эпоху Возрождения и барокко, так что в настоящее время Сан-Джорджо являет собой интерьер классической романской базилики VII—IX веков, с голыми каменными стенами и полом.

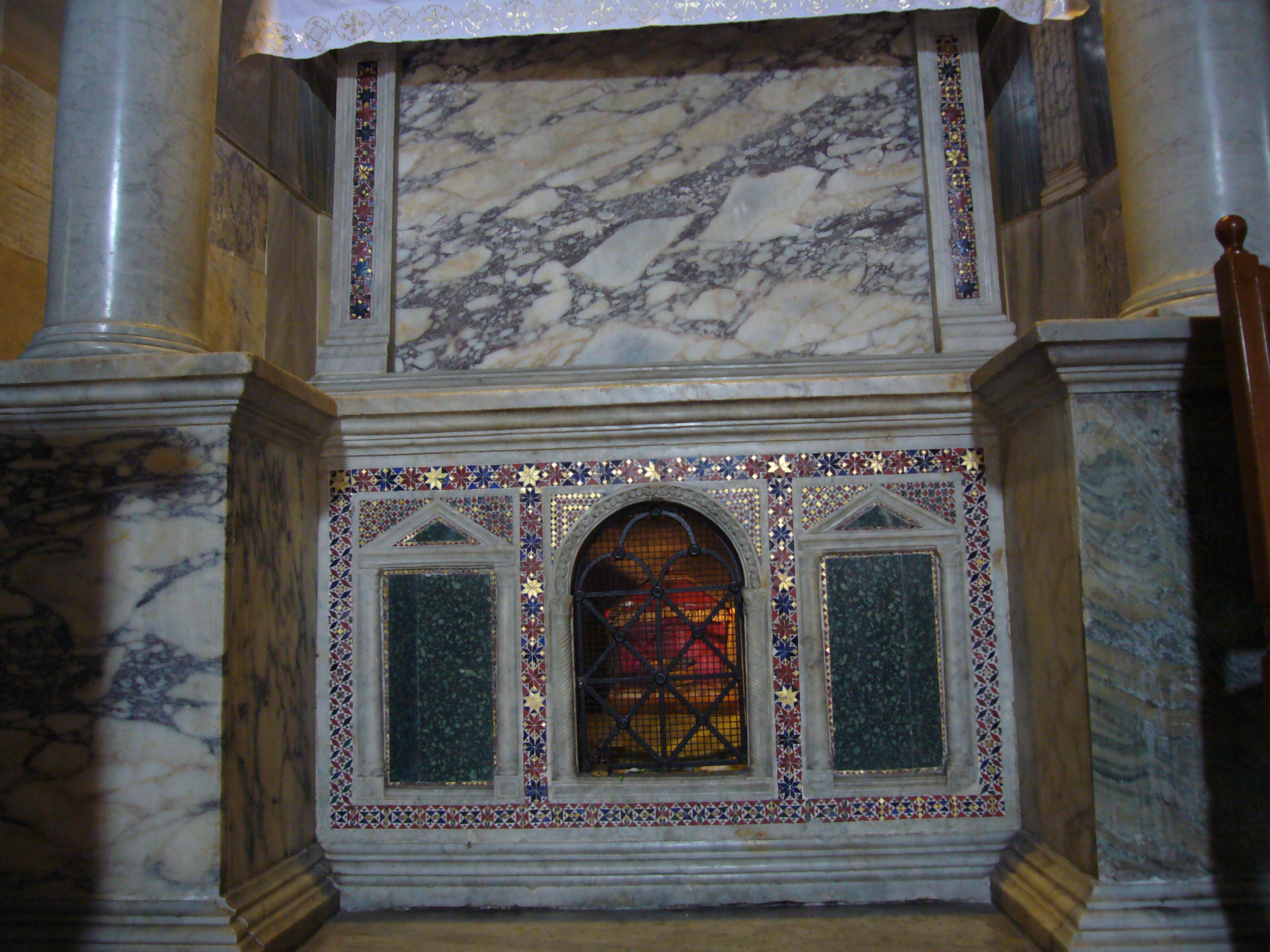
Алтарь и конфессия, выполненные в стиле косматеско

Центральный неф отделён от боковых 16 колоннами, по 8 с каждой стороны. Среди 16 колонн нет ни одной одинаковой пары: так, 10 колонн являются коринфскими, 6 — ионическими; 12 — одинаковы по толщине и выполнены из гранита, а 4 — сужаются вверх, выполнены из мрамора, но при этом отличаются друг от друга цветом. В ходе реставрации 1923—1925 годов, когда пол базилики был возвращён на его первоначальный уровень (–0,5 м), выяснилось, что колонны не одинаковы и по высоте, и для выравнивания уровня их капителей под каждую из колонн были заведены различные подпорки.
Существующий алтарь выполнен в стиле косматеско из мрамора в XII веке, пилястры в четырёх углах богато украшены мозаикой. Под алтарём устроен маленькая часовня — конфессия для поклонения реликвиям Георгия Победоносца, также украшенная мозаикой. Часть главы святого Георгия находятся непосредственно под основанием алтаря и открыты для лицезрения паломников. Ранее под алтарём хранилась ещё одна реликвия — хоругвь Георгия Победоносца, выполненная в конце XIII века. В 1966 году папа Павел VI подарил её римскому муниципалитету, и теперь она находится в Капитолийских музеях. Устройство алтаря таково, что совершающий мессу священник всегда служил лицом к народу, как и папа в соборе святого Петра.

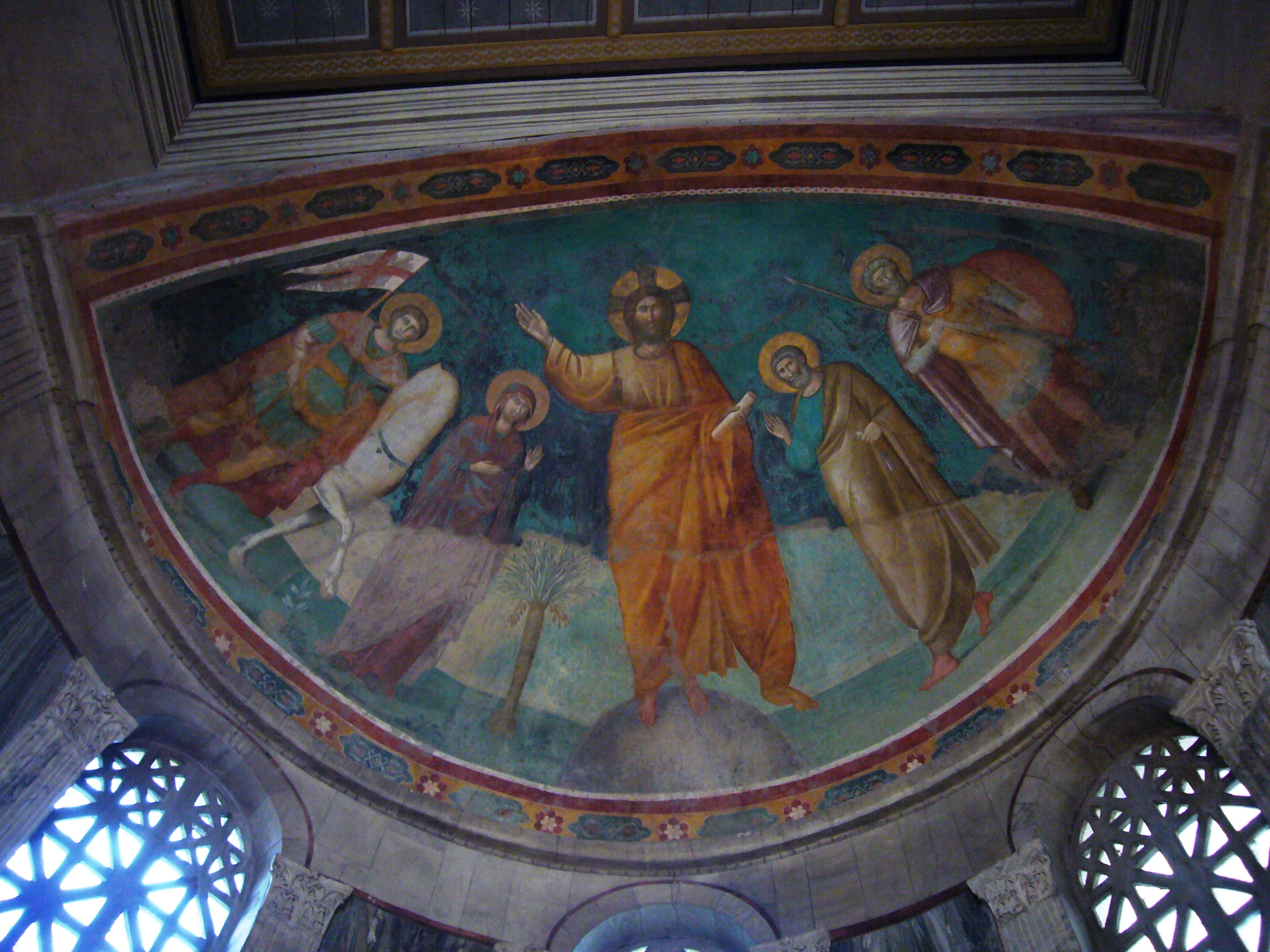
Фреска в конхе апсиды

Алтарь осенён мраморным киворием, также XII века. Поддерживающие его белые мраморные колонны установлены в XIX веке и заменили похищенные французскими революционными солдатами четыре оригинальные колонны. По конструкции киворий Сан-Джорджо сходен с киворием патриаршей базилики Сан-Лоренцо-фуори-ле-Мура, дата выполнения которого точно известна — 1148 год. Этот факт позволяет отнести киворий Сан-Джорджо примерно к этому же времени.
В конхе апсиды находится единственная фреска базилики, относящаяся примерно к 1300 году и приписываемая различными исследователями либо Пьетро Каваллини, либо Джотто. На тёмно-синем фоне, представляющем небо, изображён Христос, справа от Него — Богородица и святой Георгий (со знаменем в руке), слева — святые Пётр и Себастьян (напоминание о возможном первоначальном посвящении базилики именно этому мученику).